# Gesmoltenzoutreactor

Schema van de gesmoltenzoutreactor: links de primaire koelkring met gesmolten splijtstof en zout, in het midden de secundaire koelkring met gesmolten zout, rechts de tertiaire koelkring met gas.

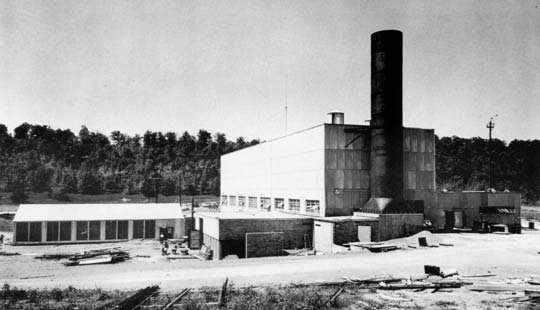
Experimentele gesmoltenzoutreactor MSRE van 7,4 MW uit 1965 met luchtkoeling langs de schouw

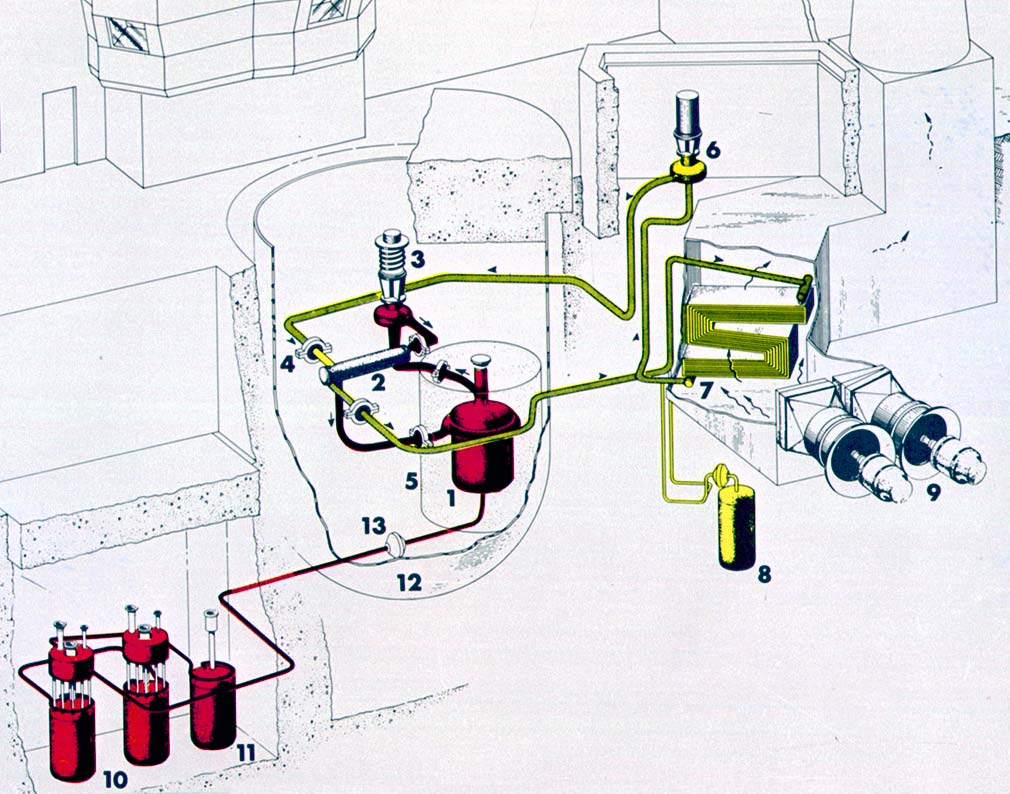
Schema van de experimentele MSRE: 1=reactorvat, 2=warmtewisselaar 3=splijtstofpomp 4=stolklep 5=warmte-isolatie 6=koelzoutpomp 7=radiator 8=opvangvat koelzout 9=ventilatoren 10=opvangvaten splijtstof 11=spoeltank 12=reactorgebouw 13=stolklep linksboven=controlekamer rechtsboven=schouw

Een gesmoltenzoutreactor (Engels: Molten Salt Reactor of MSR) is een type kernreactor waarin gesmolten zout gebruikt wordt als koelmiddel of splijtstofmengsel.

## Werking
Gesmoltenzoutreactoren kunnen op twee manieren uitgevoerd worden:
- Met vaste splijtstof, zoals bij een conventionele kernreactor met splijtstofbundels. In dat geval spreekt men van een 'molten salt cooled reactor', een reactor die gekoeld wordt door gesmolten zout.
- Met splijtstof die in het vloeibare zout opgelost is. In dit geval dient het gesmolten zout tegelijkertijd als koelmiddel en als 'splijtstof', waarbij de kritische massa enkel binnen de moderator bereikt wordt. Als splijtstof kan uranium(IV)fluoride dienen. De vereniging van koelmiddel en splijtstof is een uniek kenmerk en kan diverse voordelen opleveren, onder andere op het gebied van efficiëntie en passieve zekerheid. Passieve zekerheid of passieve veiligheid houdt in, dat de reactie niet of bijna niet uit de hand kan lopen, zodat er bijvoorbeeld weinig kans is op een meltdown.

Een gesmoltenzoutreactor kan door zijn eigenschappen bij hogere temperaturen werken dan een conventionele watergekoelde kernreactor, waardoor hij een hoger rendement kan halen. Een gesmoltenzoutreactor kan bovendien bij atmosferische druk werken, wat een hogere veiligheid oplevert in vergelijking met drukwaterreactoren. Een ander voordeel is dat een gesmoltenzoutreactor geschikter is dan een conventionele kernreactor voor het relatief goedkope, goed beschikbare en veilige thorium als splijtstof. De gesmoltenzoutreactor wordt om die reden vaak gelijkgesteld aan de 'thoriumreactor', hoewel het gebruik van gesmolten zout en van thorium los van elkaar kunnen staan.
Het zout in de reactor kan uit verschillende variaties van zoutmengsels bestaan. Als zout geniet fluoride de voorkeur boven chloride, omdat het een hoger kookpunt heeft en bovendien minder neutronen vangt en daardoor minder gemakkelijk radioactief wordt. Meestal valt de keuze op een eutectisch mengsel van zouten voor een lager smeltpunt. Corrosie door het zout stelt een probleem: vaten, leidingen, pompen en kleppen moeten daarom van hastelloy zijn of van koolstof, composiet of molybdeen.
Via warmtewisselaars wordt stoom gemaakt, die via een stoomturbine en een generator elektriciteit opwekt. De hoge temperaturen in een gesmoltenzoutreactor kunnen interessant zijn voor toepassingen in de industrie, waar voor sommige processen hoogwaardige stoom nodig is.

## Geschiedenis
De gesmoltenzoutreactor is bedacht door de Amerikaanse kernfysicus Alvin Weinberg, die ook actief betrokken is geweest bij de ontwikkeling van de drukwaterreactor.
In het verleden hebben in de Verenigde Staten twee experimentele gesmoltenzoutreactoren gefunctioneerd: het Aircraft Reactor Experiment (ARE) te Idaho en het Molten Salt Reactor Experiment (MSRE) te Oak Ridge, Tennessee.
De ARE van Idaho National Laboratory gebruikte een eutectisch mengsel van natriumfluoride en zirkoniumfluoride als zout. De splijtstof was uraniumtetrafluoride. De moderator was berylliumoxide. Leidingen bestonden uit de legering inconel-600. De reactor leverde in 1954 gedurende negen dagen 100 megawattuur.
De MSRE van Oak Ridge National Laboratory leverde vanaf 1965 gedurende vier jaar 7,4 megawatt en werkte met vloeibare splijtstof uraniumtetrafluoride opgelost in een eutectisch mengsel van lithiumfluoride, berylliumfluoride en zirkoniumfluoride bij 650 °C. Alle leidingen waren van hastelloy. De moderator was van pyrolytisch grafiet. De secundaire koelstof was een eutectisch mengsel van lithiumfluoride en berylliumfluoride.
Aan de MSBR heeft Oak Ridge National Laboratory gewerkt van 1970 tot 1976. Hij zou als koelstof en splijtstof een eutectisch mengsel gebruiken van 72% lithiumfluoride, 16% berylliumfluoride, 12% Thorium(IV)fluoride en 0,4% uraniumtetrafluoride bij 705 °C. Grafiet zou als moderator dienen. Het onderzoeksprogramma werd in 1976 stopgezet ten voordele van de natrium-gekoelde kweekreactor.

## Ontwikkelingen
Na een aantal decennia uit de belangstelling te zijn geweest, is het idee van de gesmoltenzoutreactor weer opgepakt door verscheidene onderzoeksgroepen. In zowel Europa, de Verenigde Staten als China vindt onderzoek plaats naar dit type reactor. Chinese onderzoekers in Shanghai zijn van plan om rond 2020 een experimentele reactor gereed te hebben. In Europa zijn onderzoeksgroepen onder andere actief in Grenoble, Frankrijk en in Řež, Tsjechië. In de Verenigde Staten vindt het onderzoek plaats door het Oak Ridge National Laboratory en de Universiteit van Californië, Berkeley. De Amerikaanse onderzoekers richten zich op de 'molten salt cooled reactor', waarbij gesmolten zout wordt gebruikt in combinatie met vaste splijtstof.
Op 10 augustus 2017 ging in Petten het project SALIENT (Salt Irradiation Experiment) van start. Een van de onderzoeksvragen is of de materialen waaruit een reactor is opgebouwd, de hoge temperatuur en corrosiedruk kunnen weerstaan. Ook willen de onderzoekers te weten komen hoe ze het beste met het afval van een gesmoltenzoutreactor kunnen omspringen. In dit project werkt de NRG nauw samen met JSR (Joint Research Centre) in Karlsruhe. De Duitsers beschikken over de expertise om de sterk gezuiverde zouten te maken die nodig zijn voor de Salient-experimenten.
Het door Bill Gates opgerichte TerraPower liet op 2 juni 2021 weten een demonstratieproject met een gesmoltenzoutreactor te starten op de locatie van een oude kolenmijn in Wyoming.
Sinds 2018 bouwt China aan de rand van de Gobi woestijn, bij de stad Wuwei, aan een experimentele gesmoltenzoutreactor met thorium als brandstof. Het prototype heeft een vermogen van 2 megawatt. Als dit project succesvol verloopt, hoopt China tegen 2030 een grotere proefreactor te gaan bouwen, die in de jaren 2040 operationeel moet worden.
Het Nederlands-Franse bedrijf Thorizon ontwikkelt een kleine modulaire reactor van 100 MW met als splijtsof een mix van uranium- en plutoniumchloride en thorium. Het wil omgaan met het corrosieprobleem door het zout af te schermen in cartridges die na vijf tot tien jaar worden vervangen. Na een eerste kapitaalronde in 2022 is de ambitie om in 2030 een eerste reactor te beginnen bouwen, die na twee jaar gereed zou zijn om elektriciteit te leveren.